# 卡内特登韦伦格尔
卡内特登韦伦格尔，是西班牙巴伦西亚自治区巴伦西亚省的一个市镇。总面积4平方公里，总人口3007人（2001年），人口密度752人/平方公里。